# Kim Delaney
Kim Delaney (Filadelfia, 29 novembre 1961) è un'attrice, produttrice televisiva ed ex modella statunitense di origine irlandese, attiva prevalentemente in campo televisivo.

## Biografia
Nata in una famiglia cattolica di origine irlandese, la madre di Delaney era una casalinga e suo padre un alto funzionario sindacale nella United Auto Workers. È stata cresciuta cattolica romana. Delaney ha quattro fratelli: Ed, John, Keith e Patrick. Mentre frequentava la J. W. Hallahan Catholic Girls High School, ha lavorato come modella per l'agenzia Elite. Dopo la laurea, andò a New York e trovò lavoro lì come modella. Allo stesso tempo, ha studiato recitazione con William Esper. 
Delaney è nota soprattutto per i ruoli di Jenny Gardner nella soap opera La valle dei pini e del Detective Diane Russell nella serie televisiva NYPD - New York Police Department. Ha interpretato una piccola parte nella seconda stagione di The O.C. nel ruolo di Rebecca Bloom, il primo amore di Sandy Cohen. Ha un ruolo di primo piano nella serie Army Wives dove interpreta Claudia Joy Holden.
Ha vinto il Premio Emmy nel 1997 come miglior attrice non protagonista.

## Vita privata
Ha alle spalle due matrimoni, con i colleghi Charles Grant (Grant Chambers in Beautiful, 1984 - 1988) e Joseph Cortese (1989 - 1994).

## Filmografia parziale

### Cinema
- Due vite in una (That Was Then... This Is Now), regia di Christopher Cain (1985)
- Delta Force  (The Delta Force ), regia di Menahem Golan (1986)
- Un padre per Adam (The Broken Cord), regia di Ken Olin (1992)
- Darkman II - Il ritorno di Durant (Darkman II: The Return of Durant), regia di Bradford May (1994)
- Amori & incantesimi (Practical Magic), regia di Griffin Dunne (1998)
- Mission to Mars, regia di Brian De Palma (2000)

### Televisione
- Hotel – serie TV, 1 episodio (1986)
- Un giustiziere a New York (The Equalizer) – serie TV, 1 episodio (1986)
- L.A. Law - Avvocati a Los Angeles (L.A. Law) – serie TV, 4 episodi (1987)
- Perry Mason: Lo spirito del male (Perry Mason: The Case of the Sinister Spirit), regia di Richard Lang – film TV (1987)
- Vietnam addio (Tour of Duty) – serie TV, 18 episodi (1989-1990)
- I racconti della cripta (Tales from the Crypt) – serie TV, 1 episodio (1990)
- NYPD - New York Police Department (NYPD Blue) – serie TV, 133 episodi (1995-2003)
- La valle dei pini (All My Children) – soap opera, 36 puntate (1981-1984, 1994)
- Fuga dallo spazio (Something Is Out There) – film TV (1988)
- Philly – serie TV, 22 episodi (2001-2002)
- CSI: Miami – serie TV, 10 episodi (2002)
- Magnitudo 10.5 (10.5), regia di John Lafia – miniserie TV (2004)
- The O.C. – serie TV, 5 episodi (2005)
- Apocalypse - L'apocalisse (10.5: Apocalypse), regia di John Lafia – miniserie TV (2006)
- Incubi e deliri (Nightmares and Dreamscapes: From the Stories of Stephen King) – miniserie TV, puntata 08 (2006)
- Law & Order - Unità vittime speciali (Law & Order: Special Victims Unit) – serie TV, episodi 8x16-8x19 (2007)
- Army Wives - Conflitti del cuore (Army Wives) – serie TV, 104 episodi (2007-2012)
- Murder in the First – serie TV, 2 episodi (2016)
- Chicago Fire – serie TV, 3 episodi (2018)
- I Thunderman (The Thundermans) – serie TV, 1 episodio (2018)
- General Hospital – soap opera, 45 puntate (2020-2021)

## Doppiatrici italiane
Nelle versioni in italiano delle opere in cui ha recitato, Kim Delaney è stata doppiata da:
- Pinella Dragani in CSI: Miami, The O.C., I Thunderman
- Roberta Pellini in Cercando Christina, Army Wives - Conflitti del cuore
- Monica Gravina in Darkman II - Il ritorno di Durant
- Antonella Baldini ne La valle dei pini
- Liliana Sorrentino in NYPD - New York Police Department
- Milvia Bonacini in Philly
- Patrizia Burul in Apocalypse - L'apocalisse
- Laura Boccanera in Incubi e deliri (ep. 1x08)
- Antonella Giannini in Law & Order: Special Victims Unit (ep. 8x16 - 8x19)
- Emanuela Baroni in Chicago Fire